# Route départementale 16 (Ardennes)
Pour les articles homonymes, voir Route départementale 16.
La route départementale 16, abrégée en D16, est une route départementale des Ardennes qui relie Charleville-Mézières à Thin-le-Moutier en passant par Warcq. 
La D16 se termine à la sortie de Thin-le-Moutier à l'intersection  avec la D2 qui continue en direction de Signy-l'Abbaye.
Elle permet de relier l'ouest de Charleville-Mézières à l'autoroute A304 via l'échangeur de Belval.

## Tracé
- Charleville-Mézières,  quartier de l'Hôtel de Ville
- Warcq, tronc commun avec la D9
- This
- Neuville-lès-This
- Thin-le-Moutier, tronc commun avec la D20